# Otra Banda 1.ª Sección
Otra Banda 1.ª Sección es una localidad del municipio de Huimanguillo ubicado en la subregión de la Chontalpa del estado mexicano de Tabasco.

## Geografía
La localidad de Otra Banda 1.ª Sección se sitúa en las coordenadas geográficas 17°50′14″N 93°22′05″O / 17.837222, -93.368056, a una elevación de 20 metros sobre el nivel del mar.

## Demografía
Según el Conteo de Población y Vivienda 2020, efectuado por el Instituto Nacional de Estadística y Geografía, la localidad de Otra Banda 1.ª Sección tiene 259 habitantes, de los cuales 125 son del sexo masculino y 134 del sexo femenino. Su tasa de fecundidad es de 2.36 hijos por mujer y tiene 69 viviendas particulares habitadas.
| Gráfica de evolución demográfica de Otra Banda 1.ª Sección entre 1970 y 2020 |
|                                                                              |
| INEGI.                                                                       |